# ПА512
ПА512 је индустријски програмабилни контролер развијен 1980. године у Иво Лола Рибар институту. Шест година касније направљена је побољшана верзија ЛПА512.